# Żarek (Tatry)
Żarek (słow. Žiarik, 944 m) – szczyt w słowackich Tatrach Zachodnich. Wznosi się nad należącym do Wyżnich Liptowskich Matiaszowiec osiedlem Podmesztrowa (Podmeštrová) i stanowi zakończenie południowo-zachodniego grzbietu Babek (Babky). W grzbiecie tym kolejno wyróżnia się: Straż (Stráž), Rówień (Roveň, 1268 m), Grochowisko (Hrachovisko), przełęcz Ujście (Ústie, Brána, ok. 920 m) i Żarek (Žiarik, 944 m). Żarek ma dwa wierzchołki. Jego strome północne i zachodnie stoki stanowią obramowanie wąskiego i skalistego kanionu Studzienki będącego ujściem Doliny Halnej. Stoki południowe opadają już do Kotliny Liptowskiej (granica między Tatrami a Kotliną Liptowską przebiega tutaj przez Wyżnie Matiaszowce). Żarek jest całkowicie zalesiony. Przełęcz Ujście oddzielająca Żarek od Grochowiska stanowi dogodne dojście do Doliny Halnej, wylot Studzienek jest bowiem trudny do przejścia.